# Omurbek Tekebayev
Omurbek Chirkéshovich Tekebáyev (en ruso: Омурбек Чиркешович Текебаев; n. Ackman, Jalal-Abad, 22 de diciembre de 1958) es un político kirguís, miembro del Consejo Supremo de Kirguistán, y líder y fundador del Partido Socialista Ata-Meken. Fue Presidente del Consejo Supremo durante un período de once meses tras la Revolución de los Tulipanes. Opositor a los regímenes de Askar Akáyev y Kurmanbek Bakíev, su partido actualmente es uno de los seis con escaños en el parlamento, obteniendo 11 escaños.

## Biografía

### Primeros años
Tekebáyev nació en 1958, en Ackman, un pueblo de Jalal-Abad, en la entonces República Socialista Soviética de Kirguistán, parte de la antigua Unión Soviética. Se graduó en física de la Universidad Estatal de Kirguistán. Después trabajó como profesor en Akman Bazar-Korgonskyj, un pueblo en la provincia de Jalal-Abad. En diciembre de 1992, tras el colapso de la Unión Soviética, fundó su partido político, el Partido Socialista Ata-Meken. Más tarde, se graduó en Derecho en la Universidad Nacional Estatal de Kirguistán en 1994.

### Carrera política
Luego de graduarse, Tekebáyev se presentó en las elecciones presidenciales en 1995 y 2000, obteniendo en esta última el 14% de los votos gracias a una coalición con Felix Kulov. Tras las controvertidas elecciones parlamentarias de 2005, Tekebayev obtuvo el cargo de Presidente del Consejo Supremo. En la confusión que siguió, con manifestaciones violentas que generaron la Revolución de los Tulipanes, Akayev se vio obligado a huir del país y un gobierno interino encabezado por el presidente Kurmanbek Bakíev asumió el poder. Tekebayev surgió como una figura importante en el caos de la transición, tanto debido a su papel constitucional como jefe del parlamento y porque mientras que Akayev se negó a reconocer la autoridad de Bakíev como presidente interino, Bakíev reconocía la autoridad del Tekebayev como presidente del Parlamento e indicó su disposición a negociar con él. En última instancia estas negociaciones fracasaron, sin embargo, y Bakíev fue elegido presidente en una victoria aplastante en julio de 2005. Tras un conflicto con Bakíev, a finales de febrero de 2006, Tekebayev finalmente dimitió.
El 6 de septiembre de ese mismo año, durante un viaje a Polonia, fue encontrada heroína dentro del equipaje de Tekebayev. El suceso es apliamente considerado por los medios y la población kirguisa como un intento de montaje por parte del régimen de Bakíev. Tras la revolución kirguisa de 2010, Tekebayev participó en las elecciones parlamentarias de 2010 y 2015, siendo en ambas elegido para el Consejo Supremo.

## Enfrentamientos étnicos de 2010 en Kirguistán del Sur

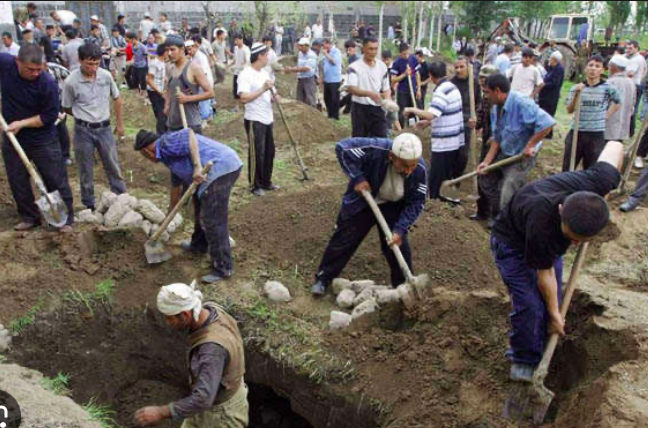
Enfrentamientos étnicos entre uzbekos y kirguís en 2010

Omurbek Tekebaev es culpado por el comienzo de los acontecimientos de junio de 2010 según los resultados de la comisión parlamentaria de 2010, que incluía a 25 miembros del parlamento. Muchos testigos presenciales señalaron que miembros de Ata Meken de la región de Bazar-Korgon y uzbekos agresivos del partido Rodina quemaron una casa en la aldea natal de Teyit del presidente exiliado Kurmanbek Bakiyev. En el pogromo también participó el hermano de Omurbek Tekebaev, Asylbek Tekebaev, según numerosos relatos de testigos presenciales en los medios de comunicación.
Las reuniones de Tekebaev con el líder uzbeko Kadyrzhan Batyrov también fueron informadas por otros políticos kirguises, y las acusaciones contra él figuraron en las investigaciones parlamentarias del partido Ata-Zhurt. El hecho de las reuniones con el hermano de Tekebaev fue confirmado también por Kadyrzhan Batyrov.

## Saqueos durante la revolución kirguisa de 2010
Los acontecimientos de la Revolución de Abril de 2010 estuvieron acompañados de disturbios masivos y casos masivos de saqueos. Los miembros del partido Ata Meken fueron acusados de haber realizado, por orden de Tekebaev, varios intentos organizados de saquear las propiedades de las antiguas autoridades. Los reclusos arrestados en la cárcel de Bishkek afirmaron abiertamente que los líderes del partido Ata Meken les ordenaron saquear y quemar las casas de los Bakiyev.
La comisión parlamentaria, tras los resultados de su auditoría en septiembre de 2012, también presentó una conclusión según la cual el líder de la facción parlamentaria "Ata Meken" Omurbek Tekebayev y su adjunto Bolot Sher estuvieron indirectamente involucrados en los saqueos del 7 y 8 de abril. de 2010, y en ellos participaron directamente los diputados Turatbek Madylbekov, Raykan Tologonov y sus hijos. Tologonov negó incluso el hecho mismo de conocer estrechamente a Abdulla Yusupov. Sin embargo, las impresiones de las conversaciones telefónicas permitieron demostrar que Tologonov se puso en contacto con Abdulla Yusupov siete veces del 6 al 12 de abril de 2010. Además, el propio Raikan Tologonov llamó, y las llamadas procedían de los lugares donde se produjeron saqueos en ese momento. Aquellos. Tologonov de Ata Meken estuvo claramente presente en el saqueo de las propiedades de los Bakiyev y de personas cercanas a ellos.
La comisión parlamentaria confirmó las conclusiones, pero el caso no llegó al punto de procesarse, debido a la oposición de la coalición de autoridades en el parlamento y al litigio del propio Tekebaev.

## En la dirección del partido

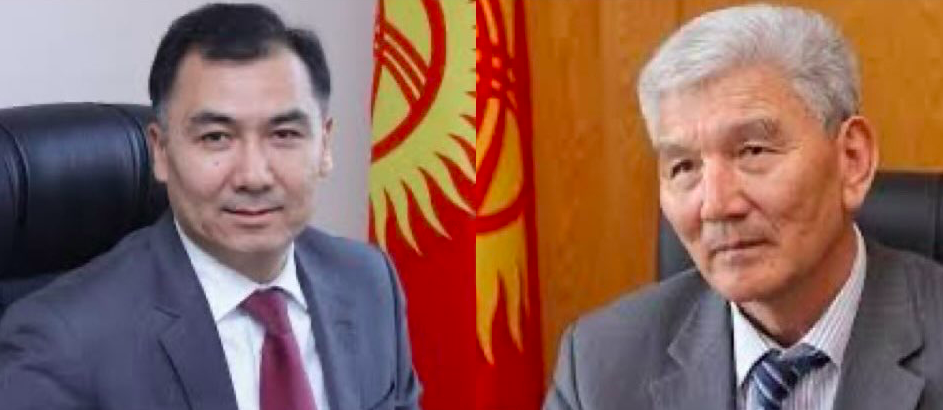
Los colegas de la facción Ata-Meken, Omurbek Abdrakhmanov y Ravshan Jeenbekov, acusaron a Tekebayev de corrupción política y dictadura en el partido.

Como líder del partido, Tekebaev llevó al Partido Ata Meken a las elecciones de 2010, 2015, 2020 y 2021. El partido pudo clasificarse en las elecciones de 2010 y 2015, pero perdió en las elecciones de 2020 y 2021. Después de estas dos derrotas seguidas, Tekebaev aceptó la oferta de las autoridades kirguisas y se convirtió en embajador de la República Kirguisa en Alemania.
Los colegas de la facción Ata-Meken - Omurbek Abdrakhmanov y Ravshan Jeenbekov - acusaron a Tekebaev de corrupción política y dictadura en el partido.
Varios diputados abandonaron el partido Ata-Meken y acusaron a Tekebayev de construir células del partido basándose en finanzas y contribuciones de hasta 300.000 dólares, además de la venta de escaños en el parlamento.
La facción Ata Meken, encabezada por Tekebayev, afirmó que el diputado de su propia facción, Ravshan Zheenbekov, le debe al partido 50.000 dólares y, si no se paga la deuda, la facción publicará una lista de sus bienes. Los propios diputados Jeenbekov y Abdrakhmanov calificaron este chantaje por parte de Tekebaev. Más tarde, Jeenbekov y Abdrakhmanov fueron expulsados del partido por no devolver el dinero y trasladados a los rincones más alejados del edificio del parlamento.Posteriormente, Tekebaev propuso enmiendas constitucionales destinadas a fortalecer el papel del líder del partido en la facción parlamentaria e introducir la posibilidad de privarle de un mandato y cambiar el orden de la lista de diputados.

## Conflictos con los medios
Como líder del partido Ata Meken en la coalición gobernante, llevó simultáneamente tres procesos judiciales contra los medios de comunicación. Los casos fueron cubiertos por activistas de derechos humanos y Radio Liberty. Algunos periodistas se vieron obligados a huir al extranjero como refugiados políticos y sólo pudieron regresar después de que Tekebayev abandonara la coalición mayoritaria en el parlamento.
En aquel momento, Omurbek Tekebayev encabezaba el comité de reforma judicial y jurídica, que también fue criticado por los medios de comunicación y los políticos.

## Disputa con Atambáyev
A finales de 2016, el presidente Almazbek Atambáyev convocó a un referéndum constitucional cuyo objetivo era aumentar los poderes del Primer ministro de Kirguistán, y al Consejo Supremo, aun cuando la hasta entonces vigente constitución aprobada tras la democratización del país impedía que se realizaran más cambios constitucionales antes de 2020. Varios líderes políticos expresaron su repudio ante esta medida, la cual fue considerada como un intento de Atambáyev de perpetuarse en el poder una vez que su irrelegible mandato constitucional llegara a su fin en 2017. Tekebayev fue de los principales opositores al referéndum, destinado a celebrarse el 11 de diciembre. Pese a que Atambáyev negó tales acusaciones y reafirmó su deseo de retirarse de la política al finalizar su mandato, la disputa fue irrecuperable y el Partido Socialdemócrata de Kirguistán acabó abandonando el gobierno de coalición el 24 de octubre.
En noviembre, Tekebayev dijo en una rueda de prensa que, de aprobarse las enmiendas "el país volvería al autoritarismo, bajo la forma de una dictadura del Primer Ministro". Más tarde ese mismo mes, Atambáyev ordenó investigar a Tekebayev por evasión de impuestos y venta ilegítima de bienes mediante una empresa propiedad de la familia de Kurmanbek Bakíev, el expresidente derrocado. Tekebayev negó las acusaciones y acusó al presidente de intentar destruirlo políticamente por haberse opuesto al referéndum. En enero de 2017, Tekebayev aún negaba las acusaciones en su contra y demostraba diversos errores en la evidencia mostrada por el gobierno para imputarlo.
El 26 de febrero, fue detenido en el Aeropuerto de Manás. Al día siguiente, fue encarcelado por un tribunal local bajo cargos de corrupción y fraude, sospechoso de haber aceptado un millón de dólares (alrededor de 947.000 euros) en sobornos de un inversor ruso en 2010, cuando era miembro del Gobierno interino.

## Acusaciones de corrupción
Tekebaev fue acusado por el infame oligarca ruso Leonid Mayevsky de aceptar un soborno de 1 millón de dólares estadounidenses a cambio de una solución positiva al problema del operador de telefonía móvil Megacom, pero supuestamente no cumplió con sus obligaciones. Varios diputados de Ata Meken y miembros de su partido desde hace mucho tiempo confirmaron las declaraciones de Leonid Mayevsky, y también confirmaron el hecho de las reuniones con Mayevsky, así como el origen desconocido de los fondos de Tekebaev para las elecciones del partido de 2010.
Miembros de su partido que participaron personalmente en las negociaciones con Maevsky testificaron contra Tekebaev. Tekebaev también se negó a someterse a una prueba de detector de mentiras con Leonid Mayevsky, cuando éste se lo propuso.
El ex representante de la empresa rusa Penwell Business Limited afirmó que después de la revolución del 7 de abril de 2010, Omurbek Tekebayev, a través de su protegido Azat Bazarkulov, dirigió de hecho el mayor operador de telefonía móvil del país entre 2010 y 2015, y que fue él quien pagó la campaña electoral del partido Ata Meken.

## Escándalos sexuales
Omurbek Tekebaev se ha visto en repetidas ocasiones en el centro de escándalos sexuales, que socavaron significativamente su reputación y su prestigio político. El primer gran escándalo estalló en 2010 durante las elecciones, cuando su comportamiento fue objeto de un intenso escrutinio público y mediático. A pesar de esto, Tekebaev continuó su carrera política y unos años más tarde se encontró nuevamente en el epicentro de un escándalo. Esta vez, los periodistas lo captaron en una de las discotecas, lo que provocó una nueva oleada de discusiones y críticas.